# Порбандар
Порба́ндар (гудж. પોરબંદર) — индийский город, столица одноимённого округа штата Гуджарат. Расположен на западном побережье Катхиявара, наиболее известен как место рождения Мохандаса Карамчанда Ганди.

## История
По итогам раскопок удалось обнаружить, что город был значимым портом в поздний период Индской цивилизации. В середине XVI нашей эры Порбандар входил в княжество раджпутов, затем попал под власть моголов. Позже княжеством Порбандар правили маратхи из клана Гаеквад, пока в начале XIX века не стали вассалами Британской Ост-Индской компании. После объявления независимости Индии в 1948 году Порбандар вместе со всем полуостровом вошёл в состав штата Саураштра, а в 1960 году — Гуджарат.

## Современное состояние
Согласно переписи 2001 года, в Порбандаре проживали 133 083 человека. Из них 51 % — мужского пола, 11 % — дети; уровень грамотности равнялся 73 % (в сравнении с 59,5 % в целом по стране). Кроме школ, в городе работают около десятка колледжей.
В городе расположены несколько крупных предприятий, в том числе по производству пищевой и химической продукций.
Порт, имевший большое значение в древности, действует и сейчас. Построен всепогодный терминал, способный обслуживать суда дедвейтом до 50 000. Среди внутригородского транспорта доминирует автомобильный, в том числе автобусный. Автомобильные дороги также соединяют Порбандар с другими крупными городами полуострова. Так, через город проходит национальная трасса 8E, соединяющая пункты на западном и южном побережьях полуострова. Трасса 8B соединяет Порбандар с Раджкотом, по региональным дорогам можно попасть в Джамнагар, Хамбхалию и Джунагадх. Поезда с железнодорожной станции Порбандара идут на восток, в Джамнагар и Раджкот. Восточнее города расположен одноимённый аэропорт, откуда Jet Airways осуществляет сообщение с Мумбаи.

## Знаменитые люди
В 1869 году в семье дивана Порбандара Карамчанда Ганди родился сын Мохандас Карамчанд, позже известный как Махатма Ганди. Он без особых успехов учился в местной средней школе, пока не уехал сначала в высшую школу в Раджкот, а затем в метрополию. В середине XX века государство выкупило у родственников Ганди хавели, где он вырос, и построило там мемориальный храм Кирти Мандир, ныне главную достопримечательность города.